# Піттсбург
Піттсбург (англ. Pittsburgh) — місто (англ. city) в США, в окрузі Аллегені штату Пенсільванія. Населення — 302 971 особа (2020). Друге за величиною місто у штаті. Є економічним, культурним, науковим і транспортним ядром регіону Великий Піттсбург. Місто розташоване там, де річки Аллегейні (англ. Allegheny River) і Мононгахіла (англ. Monongahela River) вливаються у річку Огайо (англ. Ohio River). У межах міста на площі в 151 км² проживає 300 000 осіб. Піттсбург оточений численними передмістями і селищами міського типу, які складають округ Аллегені із сукупним населенням понад 1,2 млн жителів.
З 1912 року у Піттсбургу діяла Українська пресвітеріянська місія, яка видавала свій тижневик газету «Союз».
У 1926—1946 роках піттсбурзький Природничий музей Карнегі очолював А. М. Авінов, який народився у Тульчині в Україні.

## Історія
До заселення околиць Піттсбурга європейцями на цій території проживали індіанські племена ері, саскуеханнок, сенека та інші групи ірокезів. Пізніше, вже після закінчення Бобрових воєн, у верхів'я річки Огайо зі сходу переселились делавари.
Першими європейцями, що поселилися в районі Піттсбурга були французи, які прибули з району озера Онтаріо і з Квебеку (початок XVIII століття). Французи прагнули об'єднати ці землі зі своїми володіннями в Канаді і Луїзіані. Англійський губернатор Дінуідді з Вірджинії послав Джорджа Вашингтона передати французам вимогу вивести свої війська. В 1753–1754 роках англійці побудували форт принца Георга, але французи їх витіснили і побудували на тому ж місці свої укріплення, під назвою форт Дюкен. У 1758 році Джон Форбс вигнав французів і зруйнував їх форт, в тому ж році було розпочато будівництво форту, що отримав назву форт Пітт , з якого і починається відлік історії міста. Форт був названий на честь прем'єр -міністра Англії того часу Вільяма Пітта -старшого. Поселення поруч з фортом було названо Піттсборо.
У 1768 році спадкоємці Вільяма Пенна придбали землі на території сучасного Піттсбурга, а в 1769 році поселення отримало сучасну назву. Суперечка за територію поселення йшла між штатами Вірджинія і Пенсільванія до 1780 року .
Після американської революції відбувався постійний ріст поселення. План розвитку міста був підготовлений в 1784 році і затверджений владою в Філадельфії.
Під час війни 1812 року поставки англійських товарів були припинені, що призвело до розвитку промисловості в Піттсбурзі. Вже в 1815 році підприємства міста випускали сталь, бронзу, олово і скло. В 1830-ті роки в місто перебралися валлійці, які працювали до цього на сталеливарному заводі Мертір . В 1840-ві роки Піттсбург став одним з найбільших міст на захід від гір Аллегені. В 1845 році пожежа знищила тисячі будинків міста, але воно було заново відбудоване.
В 1875 році почалося виробництво сталі. Ендрю Карнеґі заснував завод в Бреддоку, який став частиною його сталеливарної компанії (Carnegie Steel Company). Великий внесок у розвиток промисловості міста вніс представник компанії Карнеґі Генрі Бессемер, винахідник конвертерного процесу виробництва сталі (бесемерівський конвертер) . До 1901 року Піттсбург виробляв від третини до половини всієї сталі в США. Населення міста досягло півмільйона людей. Багато з них були іммігрантами з східної Європи (з Польщі, Словаччини, України, Богемії, Литви, Сербії та Хорватії).
У другій половині XX століття в місті став здійснюватися проект «Відродження», основною метою якого було поліпшення якості життя та захист довкілля. В 1977 році почалося здійснення проекту «Відродження- 2», спрямованого на культурний розвиток міста і передмість. В 1970-ті і 1980-ті роки багато підприємств сталеливарної промисловості були закриті, а працівники заводів звільнені. Чисельність населення різко зменшилася до 330 тис. чоловік (2000 рік ). Основними статтями в міському бюджеті стали освіта, туризм, медицина і високі технології.

## Географія
Піттсбург розташований за координатами 40°26′23″ пн. ш. 79°58′36″ зх. д. / 40.43972° пн. ш. 79.97667° зх. д. (40.439753, -79.976592). За даними Бюро перепису населення США в 2010 році місто мало площу 151,09 км², з яких 143,40 км² — суходіл та 7,69 км² — водойми.

### Клімат
Для Піттсбурга характерне спекотне вологе літо і м'яка зима, середня температура січня близько −3 °C, липня — +25 °C.
| Клімат Піттсбурга         | Клімат Піттсбурга | Клімат Піттсбурга | Клімат Піттсбурга | Клімат Піттсбурга | Клімат Піттсбурга | Клімат Піттсбурга | Клімат Піттсбурга | Клімат Піттсбурга | Клімат Піттсбурга | Клімат Піттсбурга | Клімат Піттсбурга | Клімат Піттсбурга | Клімат Піттсбурга |
| Показник                  | Січ.              | Лют.              | Бер.              | Квіт.             | Трав.             | Черв.             | Лип.              | Серп.             | Вер.              | Жовт.             | Лист.             | Груд.             | Рік               |
| Абсолютний максимум, °C   | 23,9              | 25,0              | 28,9              | 32,2              | 35,0              | 36,7              | 39,4              | 39,4              | 38,9              | 32,8              | 27,8              | 23,3              | 39,4              |
| Середній максимум, °C     | 2,1               | 4,1               | 9,6               | 16,5              | 21,6              | 26,2              | 28,1              | 27,4              | 23,5              | 17,0              | 10,7              | 4,1               | 15,9              |
| Середня температура, °C   | −2                | −0,5              | 4,2               | 10,5              | 15,6              | 20,4              | 22,6              | 21,9              | 17,8              | 11,5              | 6,1               | 0,2               | 10,7              |
| Середній мінімум, °C      | −6,1              | −5                | −1,1              | 4,6               | 9,6               | 14,7              | 17,1              | 16,4              | 12,2              | 6,1               | 1,5               | −3,7              | 5,5               |
| Абсолютний мінімум, °C    | −30               | −28,9             | −18,3             | −11,7             | −3,3              | 1,1               | 5,6               | 3,9               | −0,6              | −8,9              | −18,3             | −24,4             | −30               |
| Норма опадів, мм          | 69                | 61                | 75                | 79                | 100               | 109               | 97                | 88                | 79                | 58                | 82                | 72                | 970               |
| ------------------------- | ----------------- | ----------------- | ----------------- | ----------------- | ----------------- | ----------------- | ----------------- | ----------------- | ----------------- | ----------------- | ----------------- | ----------------- | ----------------- |
| Джерело: Погода та клімат |                   |                   |                   |                   |                   |                   |                   |                   |                   |                   |                   |                   |                   |

## Демографія
Згідно з переписом 2010 року, у місті мешкали 305 704 особи в 136 217 домогосподарствах у складі 61 741 родини. Густота населення становила 2023 особи/км². Було 156165 помешкань (1034/км²).
Расовий склад населення:
| - 66,0 % — білих - 26,1 % — чорних або афроамериканців - 4,4 % — азіатів - 0,2 % — корінних американців |

До двох чи більше рас належало 2,5 %. Частка іспаномовних становила 2,3 % від усіх жителів.
За віковим діапазоном населення розподілялося таким чином: 16,3 % — особи молодші 18 років, 69,9 % — особи у віці 18—64 років, 13,8 % — особи у віці 65 років та старші. Медіана віку мешканця становила 33,2 року. На 100 осіб жіночої статі у місті припадало 94,0 чоловіків; на 100 жінок у віці від 18 років та старших — 92,2 чоловіків також старших 18 років.
Середній дохід на одне домашнє господарство становив 62 357 доларів США (медіана — 40 715), а середній дохід на одну сім'ю — 82 398 доларів (медіана — 56 370). Медіана доходів становила 45 687 доларів для чоловіків та 37 796 доларів для жінок. За межею бідності перебувало 22,9 % осіб, у тому числі 32,7 % дітей у віці до 18 років та 12,4 % осіб у віці 65 років та старших.
Цивільне працевлаштоване населення становило 148 758 осіб. Основні галузі зайнятості: освіта, охорона здоров'я та соціальна допомога — 33,0 %, науковці, спеціалісти, менеджери — 11,8 %, мистецтво, розваги та відпочинок — 11,5 %.

## Економіка
Економіка Піттсбургу до 1980-х в основному базувалася на сталеливарній та обробній промисловості, зараз основними сферами економіки є охорона здоров'я, освіта, фінансові послуги і нанотехнології.
У Піттсбурзі розташовані штаб-квартири та виробничі потужності кількох корпорацій:
- Аллеґені Текнолоджіз (англ. Allegheny Technologies)
- Г.Дж. Кампані (англ. H. J. Heinz Company)
- Мелон Файненшил (англ. Mellon Financial)
- П-Н-С Файненшил Сьорвісиз (англ. PNC Financial Services)
- П-П-Ґ Індастріз (англ. PPG Industries)
- В-Е-С-К-О Інтернешинал (англ. WESCO International)
- U.S. Steel
- Американська Іґл Аутфіттерз (англ. American Eagle Outfitters)
- Аллеґгані Енерджі (англ. Allegheny Energy)
- К-О-Н-С-О-Л Енерджі (англ. CONSOL Energy)
- Дикс Спортінґ Ґудз (англ. Dick's Sporting Goods)
- Кеннаметал (англ. Kennametal)
- Уілінґ-Піттсбург Стіл (англ. Wheeling-Pittsburgh Steel)

Північноамериканські штаб-квартири мають такі компанії:
- Байер А-Ґ (англ. Bayer AG)
- ҐлаксоСмітКлайн (англ. GlaxoSmithKline)
- Ланксес А-Ґ (англ. LANXESS AG)

## Освіта
У Піттсбурзі розташовані університети:
- Університет Карнеґі Мелон (англ. Carnegie Mellon University)
- Університет Піттсбург (англ. University of Pittsburgh)
- Університет Дуксне (англ. Duquesne University)
- Університет Роберт Моррис (англ. Robert Morris University)
- Університет Карлоу (англ. Carlow University)
- Університет Поінт Парк (англ. Point Park University)
- Університет Чатгам (англ. Chatham University)

## Спорт
Піттсбург має три професійні команди. «Піттсбург Пінгвінс» (англ. Pittsburgh Penguins) — професійна хокейна, команда-член у Національній хокейній лізі. «Піттсбург Стілерс» (англ. Pittsburgh Steelers) — команда-член у Національній футбольній лізі.
«Піттсбург Пайратс» (англ. Pittsburgh Pirates) — команда-член у Головній бейсбольній лізі.
Починаючи із 1983 року у Піттсбурзі в останніх числах листопада, після Дня подяки, відбуваються велосипедні перегони «Брудна Дюжина».

## Транспорт
У 1984 році в місті відкрився легкий метрополітен частина ліній якого була перебудована з трамвайної мережі.

## Уродженці
- Адольф Менжу (1890—1963) — американський актор
- Кетрін Макдональд (1891—1956) — американська акторка німого кіно і продюсерка
- Вільям Павелл (1892—1984) — американський театральний та кіноактор
- Лоїс Вілсон (1894—1988) — американська акторка
- Девид Олівер Сельцник (1902—1965) — американський кінорежисер i продюсер
- Долорес Костелло (1903—1979) — американська акторка
- Пандро С. Берман (1905—1996) — американський кінопродюсер
- Джин Келлі (1912—1996) — американський танцюрист, актор, співак, режисер, кінопродюсер та хореограф
- Роберт Гордон (1913—1990) — американський режисер і актор
- Енді Воргол (1928—1987) — американський митець українського походження
- Фарід Мюррей Абрагам (* 1939) — американський актор
- Скотт Гленн (* 1941) — американський актор
- Ед О'Росс (* 1946) — американський актор
- Сандра Велнер (1958—2001) — американська лікарка, винахідниця, організаторка медичних послуг для людей з інвалідністю
- Вільям Фітцсіммонс (* 1978) — американський музикант.
- Медалін Мюррей О'Гейр (при нар. Мейс; 1919 —1995)[15] — американська активістка, що підтримувала атеїзм та розділення церкви і держави.

## Міста-побратими
Нижче представлений список побратимів Піттсбурга:
| - Астана, Казахстан - Більбао (ісп. Bilbao, баск. Bilbao), Іспанія - Гамільтон (англ. Hamilton), Канада - Дананг (в'єт. Đà Nẵng), В'єтнам - Донецьк, Україна - Загреб (хорв. Zagreb), Хорватія - Карміель (івр. כַּרְמִיאֵל), Ізраїль - Місґав (івр. משגב), Ізраїль - Острава (чеськ. Ostrava), Чехія - Пряшів (словац. Prešov), Словаччина |  | - Рієка (хорв. Rijeka), Хорватія - Саарбрюккен (нім. Saarbrücken), Німеччина - Сайтама (яп. さいたま市), Японія - Сан-Ісідро (ісп. San Isidro), Нікарагуа - Скоп'є (мак. Скопје), Північна Македонія - Осло (норв. Oslo), Норвегія (місто-партнер) - Софія (болг. София), Болгарія - Тарраса (кат. Terrassa, ісп. Tarrasa), Іспанія - Ухань (кит.: 武漢), Китай - Фернандо-де-ла-Мора (ісп. Fernando de la Mora), Парагвай - Шарлеруа (фр. Charlerois), Бельгія - Шеффілд (англ. Sheffield), Велика Британія |

## Галерея

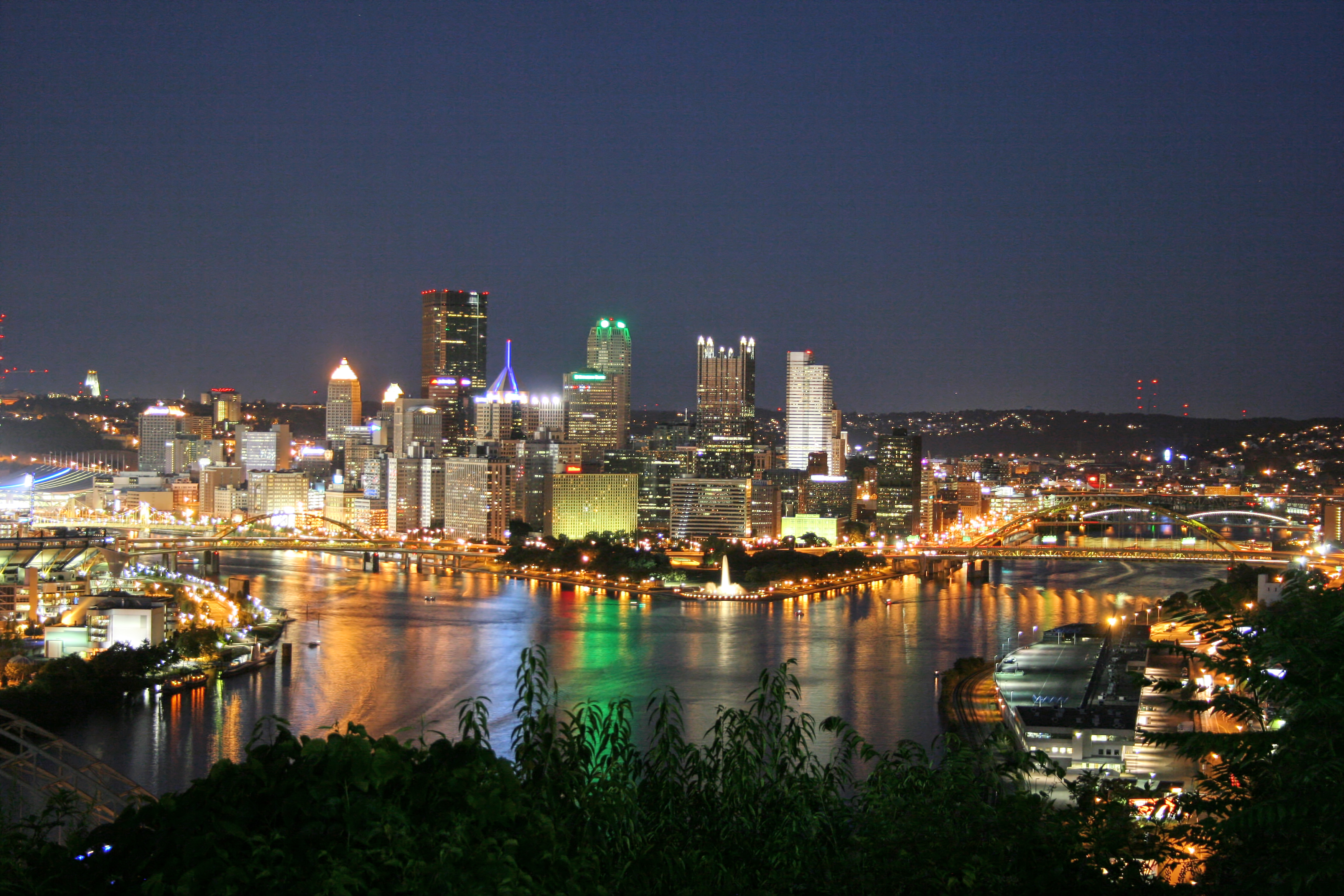
«Золотий Трикутник» у нічний час